# Southwest (Washington, D.C.)
Pour les articles homonymes, voir South West.

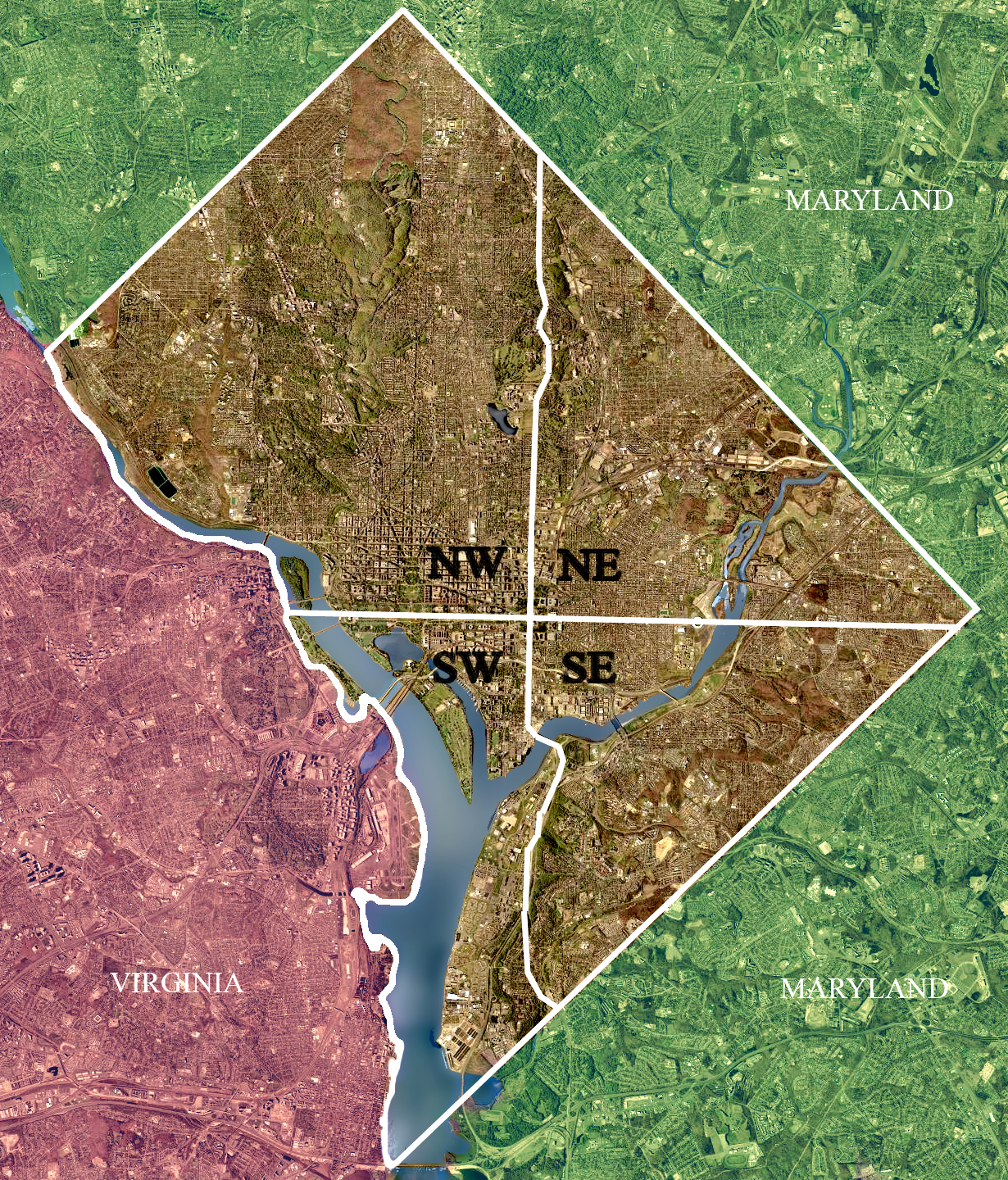
Les quatre secteurs de Washington, D.C : Northwest, Northeast, Southeast et Southwest

Southwest  (SW) D.C. est l'un des quadrants partageant la ville de Washington DC (avec NW, NE et SE). Il est situé au sud de la ligne médiane divisant le National Mall et à l'ouest de South Capitol Street. 
Il englobe la zone de confluence entre Potomac et la rivière Anacostia, comprenant notamment le Joint Base Anacostia-Bolling et la Naval Support Facility Anacostia, deux bases militaires importantes.